# Piłka do metalu
Piłka do metalu – narzędzie przeznaczone do cięcia elementów metalowych. Standardowa piłka do metalu składa się z dwóch głównych elementów, takich jak: rękojeść oraz wlotek – element tnący. Wlotek zakłada się w rękojmi i poprzez pokrętło ustala się siłę naciągu elementu tnącego. Element tnący piłki do metalu zbudowany jest z twardej stali, zazwyczaj ocynkowanej, posiadającej bardzo dużą liczbę wyciętych i wyprofilowanych bardzo ostrych ząbków, które ułożone są pod kątem prostym do elementu przeznaczonemu obróbce.